# 시게이에 도시노리
시게이에 도시노리(일본어: 重家俊範, 1945년 6월 3일 ~ )는 일본의 외교관으로, 히로시마현 히가시히로시마시 출신이다. 그는 중동 아프리카 국장, 대한민국 주재 특명 전권 대사를 역임하였다.
그는 슈도중학교와 슈도고등학교를 졸업하였으며, 1969년에 히토쓰바시 대학 경제학부를 졸업, 같은 해 외무성에 취직했다. 그는 온화하고 신사적인 인품을 갖고 있다고 평가받고 있다.
대학에서는 국제부에서 영어 연극을 하였다. 1969년 외부성에 들어왔다. 입성 동기로는 야치 쇼타로(谷内正太郎, 전 외무 사무 차관), 다나카 히토시(田中均, 전 외무심의관), 후지사키 이치로(藤崎一郎, 주 미국 대사), 이무라 유타카(飯村豊, 전 주프랑스 대사), 미야모토 유지(宮本雄二, 전 중화민국 대사), 아마키 나오토(天木直人, 주레바논 대사) 등이 있다. 이른바, "아메리카 스쿨" 출신으로, 그 후에도 북미국 안전보장과장, 미국 하버드 대학 국제문제연구소 펠로우, 국제연합 일본대표부 공사, 주미 대사관 특명전권공사 등을 역임하고, 미국 행정부 내의 인물과의 관계를 구축했다. 그 후 2006년에는 오키나와 담당 특명전권대사로 취임하여, 주일미군 재편 문제에 깊게 관여하고, 주일 미군의 후텐마 비행장의 헬리콥터 비행 경로의 재검토에 대한 미일 합의 등을 실현하였다. 2007년에 주한 대사에 취임하기 전의 아시아 근무는 서기관으로서 말레이시아에 근무한 것이 유일하다.주 한 일본대사로 근무중 이는 2010년 7월 서울 강연회에서 우리마당 대표 김기종이라는 사람이 시멘트 돌멩이로 난동을 부리자 결국 서울 강연회는 취소되고 자진 퇴임을 하였다.이 사건으로 시게이에 도시노리 대사는 주한일본대사관에 퇴거를 하였다. 후임은 무토 마사토시에게 물려주었다. 결국 김기종은 일본 대사에게 소란 난동 업무방해(위계에 의한 공무집행)으로 징역2년에 집행유예3년을 선고를 하였다.

## 인용
1. ↑  중앙일보 2007년 6월 20일
2. ↑  중앙일보 2007년 6월 20일
3. ↑  환구신보 2007년 8월 23일
4. ↑  중앙일보 2007년 6월 20일

| 전임 오시마 쇼타로 | 제16대 주대한민국 일본 대사 2007년 9월 14일 ~ 2010년 7월 | 후임 무토 마사토시 |